# Краснодарський трамвай

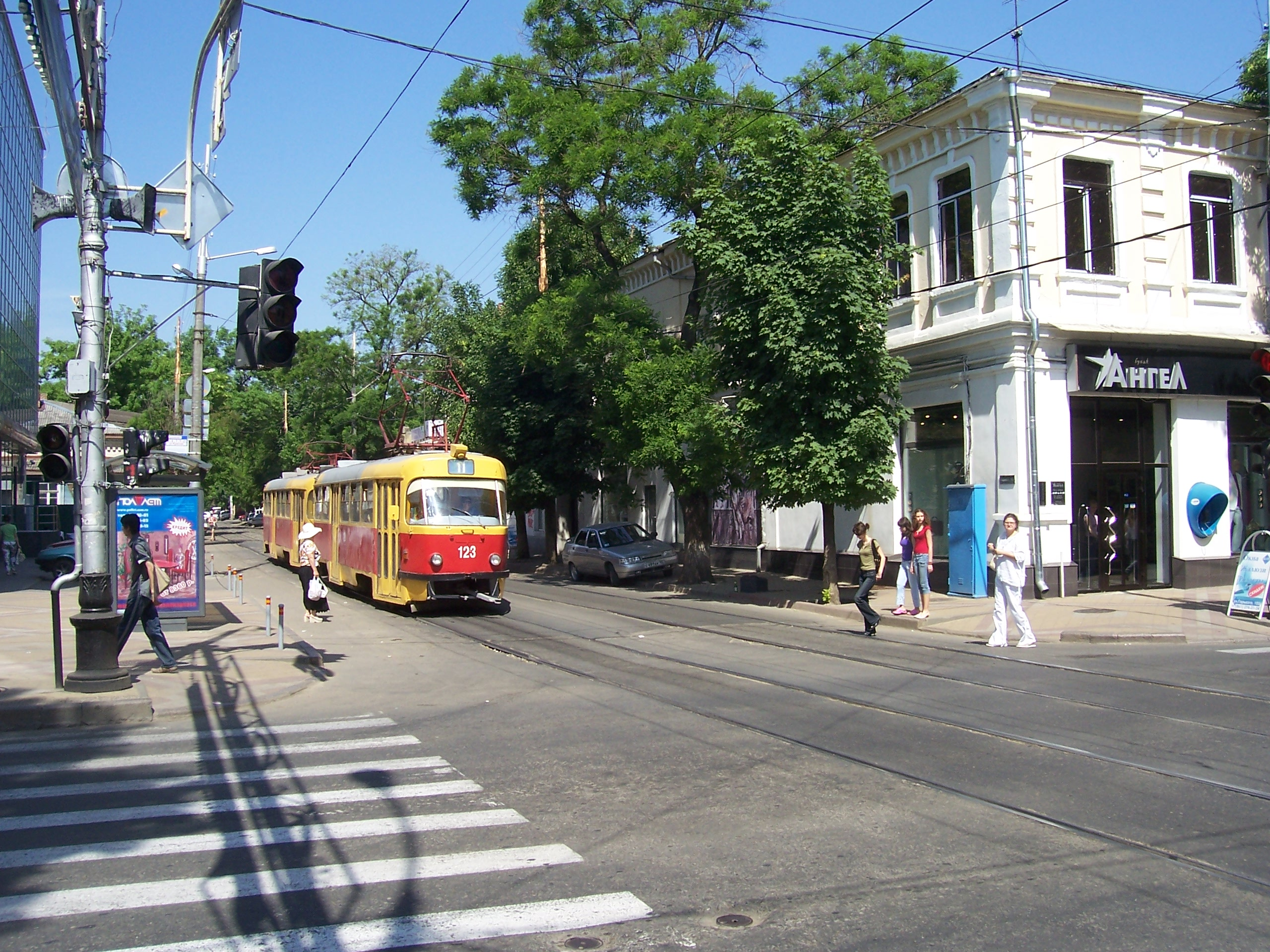

Краснодарський трамвай (рос. Краснодарский трамвай) — трамвайна система на електричній тязі в Краснодарі. Має два трамвайних депо (Західне і Східне).

## Історія
Перший трамвай в Єкатеринодарі став до дії 23 грудня 1900. Найперша трамвайна лінія в Катеринодарі була побудована бельгійським акціонерним товаристом «Компания тяги и электричества». Перші трамвайні маршрути міста проходили: вул. Красна — від міського саду до Новокузнечної, і Катерининською (нині вул. Миру) — до вокзалу. Перше трамвайне депо розташовувалося на вул. Катерининській, де зараз майстерні з ремонту рухомого складу..

### Пашківський трамвай
Вельми цікава історія становлення мережі у 1912 — 1949, у місті Краснодар існувало дві незалежні мережі трамваю (на кшталт сьогоденного Стамбула або Києва), маючи різну ширину колії. Ця, друга, мережа з'єднувала Краснодар і станицю Пашківська.
У 1908, отримано ліцензію на будівництво лінії Пашківська — Катеринодар «Первым русским товариществом моторно-электрического трамвая Екатеринодар — Пашковская». У 1910, розпочато будівництво 12,8 км колії, шириною — 1000 мм. 6 квітня 1912, встала до дії. Трамвай був на бензомоторній тязі. Діяло 4 вагона німецького виробництва з чотирициліндровим двигуном в 65,5 к.с. з електричної передачею. Потужність генератора — 54 кВт, потужність тягових двигунів — 2*20,6 кВт, швидкість — до 30 км/год, місць для сидіння — 24. Важив цей вагон 16,5 тонн, довжина 10,9 м.
Прямував трамвай сучасним маршрутом № 5 від вул. Миколаївської (до приїзду царя перейменували вул. Красну (Кільце було біля Нового ринку (на разі Кооперативний ринок))) до Площі (станиця Пашківська). Зверніть увагу на тавтологію від Красної в Кратеринодарі до Площі станицею Пашківською прямував також вулицею Красною (на разі Бершанська).
14 грудня 1914, переведений на електрику, але електрична мережа не була об'єднана з електричною мережею Катеринодарського трамваю. Муніциполізовна і включена до катеринодарської трамвайної мережі у 1920. Але колія не була перешита і в місті продовжували існувати дві мережі трамваю. Лише після Другої світової війни, у 1949, перешили колії на російську ширину — 1520 мм.
1953, подовжена до Тупика у Пашківській та Первомайської рощі у Краснодарі. До 1958, була диференційована плата за проїзд по місту 30 коп. до ТЕЦ, від ТЕЦ до Тупика +20 коп. До 1982, лише маршрут № 5, прямував до станиці Пашківської, після цього було задіяно новий маршрут № 9. На разі лінію обслуговують вагони КТМ-5 й КТМ-8.

## Маршрути
- 0:Західне трамвайне депо — вулиця Слов'янська — вулиця 3-тя лінія — вулиця Космонавта Юрія Гагаріна — вулиця Каляєва - вулиця Мінська — проспект Чекістів — Ювілейний мікрорайон

- 2: Вулиця Декабристів - вулиця Достоєвського — вулиця Червоних Зір — КубГТУ — вулиця Московська — вулиця Островського — вулиця Крупської — вулиця Клінічна — вулиця Колгоспна — вулиця Офіцерська — вулиця Комунарів — Краснодар-2 — Кооперативний ринок — вулиця Постова — вулиця Захарова — ТЦ «Сіті-центр» — Вулиця Індустріальна

- 3. Західне депо — вул. Слов'янська — вул. 3-тя Лінія — вул. Гагаріна — вул. Каляєва — вул. Калініна — вул. Кірова — вул. Горкого — вул. Садова — вул. Крайня — вул. Красних зорь — вул. Достоєвського — ПЗ «Радуга»

- 4. ТРК СІТІ-Центр — вул. Індустріальна — вул. Захарова — вул. Постова — вул. Комунарів — вул. Гоголя — вул. Желєзнодорожна — вул. Вишнякової — вул. Ставропольська — вул. Трамвайна — вул. Первомайська — вул. Магістральна — вул. Просторна — вул. Сімферопільська — вул. Уральська — КМР (Комсомольський мікрорайон)

- 5. вул. Солнєчна — Вул. Московська — вул. Островського — вул. Крупської — вул. Клінічна — вул. Колхозна — вул. Офіцерська — вул. Комунарів — вул. Гоголя — вул. Желєзнодорожна — вул. Вишнякової — вул. Ставропольська — вул. Трамвайна — вул. Бершанської — Пашковський мікрорайон

- 6. ЮМР (Юбілейний мікрорайон) — Пр. Чекистів — вул. Мінська — вул. Каляєва — вул. Калініна — вул. Кірова — вул. Горького — вул. Дмитриївська дамба — вул. Желєзнодорожна — вул. Вишнякової — вул. Ставропольська — вул. Стасова / Титарівська — вул. Воронєжська — вул. Димитрова (М'ясокомбінат)

- 7. Західне депо — вул. Слов'янська — вул. 3-тя Лінія — вул. Гагаріна — вул. Каляєва — вул. Калініна — вул. Кірова — вул. Горкого — вул. Дмитриївська дамба — вул. Желєзнодорожна — вул. Вишнякової — вул. Ставропольська — вул. Титарівська / Стасова — вул. Воронєжська — вул. Димитрова (М'ясокомбінат)

- 8. вул. Солнєчна — Вул. Московська — вул. Островського — вул. Крупської — вул. Клінічна — вул. Колхозна — вул. Офіцерська — вул. Комунарів — вул. Гоголя — вул. Желєзнодорожна — вул. Вишнякової — вул. Ставропольська — вул. Стасова — Хладокомбінат

- 9. Хладокомбінат — Вул. Стасова — вул. Ставропольська — вул. Трамвайна — вул. Бершанської — Пашковський мікрорайон

- 10. Хладокомбінат — Вул. Стасова — вул. Ставропольська — вул. Трамвайна — вул. Первомайська — вул. Магістральна — вул. Просторна — вул. Сімферопільська — вул. Уральська — КМР (Комсомольський мікрорайон)

- 11. ЮМР (Юбілейний мікрорайон) — Пр. Чекистів — вул. Мінська — вул. Каляєва — вул. Калініна — вул. Кірова — вул. Горкого — вул. Коммунарів — вул. Гоголя — Залізничний вокзал «Краснодар-1»

- 12. вул. Димитрова (М'ясокомбінат) — вул. Воронєжська — вул. Титарівська — вул. Ставропольська — вул. Стасова — вул. Воронєжська — вул. Димитрова (М'ясокомбінат)

- 15 Вулиця Сонячна — вулиця Московська — КубГТУ — вулиця Островського — вулиця Крупської — вулиця Клінічна — вулиця Колгоспна — вулиця Офіцерська — вулиця Комунарів — Краснодар-2 — Кооперативний ринок — вулиця Гоголя — Привокзальна площа — Краснодар-1

- 20. ПЗ «Радуга» — Вул. Достоєвського — вул. Красних зорь — вул. Крайня — вул. Садова — вул. Дмитриївська дамба — вул. Желєзнодорожна — вул. Вишнякової — вул. Ставропольська — вул. Стасова — Хладокомбінат

- 21. ЮМР (Юбілейний мікрорайон) — Пр. Чекистів — вул. Мінська — вул. Каляєва — вул. Калініна — вул. Кірова — вул. Горкого — вул. Садова — вул. Крайня — Ул. Московська — вул. Солнєчна

- 22:Вулиця Сонячна — вулиця Московська — КубГТУ — вулиця Крайня — вулиця Садова — вулиця Дмитрівська Дамба — вулиця Залізнична — вулиця Вишнякової — вулиця Ставропольська — вулиця Титарівська — вулиця Воронезька — М'ясокомбінат — вулиця Стасова — Вулиця Димитрова

## Депо
У місті діє 2 депо:
- Західне — обслуговує маршрути: 2, 3, 6, 7, 11, 15, 21, 22
- Східне — обслуговує маршрути: 4, 5, 8, 9, 10, 12, 20

## Вартість проїзду
З 2 липня 2022 року вартість проїзду становить 35 рублів.